# Atlascopcosaurus
Atlascopcosaurus là một chi khủng long, được T. Rich & Vickers-Rich (as P. Rich) mô tả khoa học năm 1989.